# Emiliano Moretti
Emiliano Moretti (Rome, 11 juni 1981) is een Italiaans profvoetballer die bij voorkeur als linkervleugelverdediger speelt. Hij verruilde in 2013 Genoa voor Torino.

## Clubvoetbal
Moretti begon als voetballer bij de lokale club AS Lodigiani. Hij speelde vanaf 2000 bij AC Fiorentina. Moretti debuteerde in in maart 2001 in de Serie A en won datzelfde jaar de Coppa Italia. Na de degradatie van AC Fiorentina in 2002 werd de verdediger gecontracteerd door Juventus. Na een half jaar bij de club uit Turijn en twee seizoenen op huurbasis bij Modena FC en Bologna FC, tekende Moretti in 2004 bij Valencia CF. Daar speelde hij vijf jaar, totdat Genoa CFC in juli 2009 ongeveer vier miljoen euro neerlegde en zo Moretti terug naar Italië haalde.

## Nationaal elftal
Moretti won in 2004 met het Italiaans elftal het EK Onder-21 en de bronzen medaille bij de Olympische Spelen van Athene. Daar behaalde de ploeg onder leiding van bondscoach Claudio Gentile de derde plaats door Irak in de troostfinale met 1-0 te verslaan.

## Erelijst
| Competitie            |            |            |            |            |
| Competitie            | Aantal     | Jaren      |            |            |
| Fiorentina            | Fiorentina | Fiorentina | Fiorentina | Fiorentina |
| --------------------- | ---------- | ---------- | ---------- | ---------- |
| Coppa Italia          | 1x         | 2000/01    |            |            |
| Juventus              |            |            |            |            |
| Kampioen Serie A      | 1x         | 2002/03    |            |            |
| Supercoppa            | 1x         | 2002       |            |            |
| Valencia              |            |            |            |            |
| Copa del Rey          | 1x         | 2007/08    |            |            |
| Italië -21            |            |            |            |            |
| Europees kampioen -21 | 1x         | 2004       |            |            |